# 切尔科斯
切尔科斯，是西班牙安达卢西亚自治区阿尔梅里亚省的一个市镇。 总面积13km2, 总人口294人（2001年），人口密度23人/km2。